# Smoczek (pompa)
Smoczek – typ strumienicy wytwarzającej próżnię (podciśnienie), np. strumienica odpowietrzająca skraplacz.